# Лукашенко Анатолій Іванович
Анатолій Іванович Лукашенко (нар. 10 лютого 1968, Бердичів, УРСР) — радянський та український футболіст, нападник та півзахисник.

## Життєпис
Анатолій Лукашенко народився 10 лютого 1968 року в Бердичеві. Дорослу футбольну кар'єру розпочав у 1985 році в житомирському «Спартаку», який на той час виступав у Другій лізі чемпіонату СРСР. У тому сезоні зіграв у 2-ох матчах радянського чемпіонату. З 1986 по 1987 роки захищав кольори аматорського клубу «Зірка» (Бердичів). У 1988 році повернувся до житомирського «Спартака» (з наступного сезону команда вже виступала під назвою «Полісся»). До розпаду СРСР у футболці житомирського клубу зіграв 154 матчі та відзначився 38 голами.
Після проголошення Україною незалежності продовжив виступи у складі «Хіміка». У кубку України дебютував 16 лютого 1992 року в переможному (2:1) виїзному поєдинку 1/32 фіналу проти нікопольського «Металурга». Анатолій вийшов у стартовому складі, а на 72-й хвилині його замінив Андрій Федорчук.
У Першій лізі чемпіонату України дебютував 17 березня 1992 року в програному (1:4) виїзному поєдинку 2-го туру підгрупи 1 проти дрогобицької «Галичини». Лукашенко вийшов у стартовому складі, а на 65-й хвилині його замінив Віктор Присяжнюк.
Дебютним голом у кубку України відзначився 1 серпня 1992 року в переможному (4:0) виїзному поєдинку 1/64 фіналу проти «Папірника» з Понінки. Анатолій вийшов у стартовому складі, а на 68-й хвилині його замінив Сергій Копитко.
Дебютним голом у чемпіонатах України відзначився 15 вересня 1992 року на 90-й хвилині переможного (3:1) домашнього поєдинку 5-го туру другої ліги чемпіонату України проти клубу «Газовик» (Комарно).
Протягом 1992—1995 років у складі «Хіміка» зіграв у чемпіонаті України 103 матчі (11 голів), ще 10 матчів (3 голи) провів у кубку України. Також у сезоні 1992/93 років виступав за аматорський клуб «Шкіряник» (Бердичів).
У 1995 році перейшов до складу друголігового клубу «Керамік» (Баранівка). Дебютував у складі клубу з Баранівки 1 серпня 1995 року в переможному (1:0) виїзному поєдинку 1/128 фіналу кубку України проти кам'янець-подільського «Імпульсу». Анатолій вийшов на поле в стартовому складі та відіграв увесь матч.
Перший поєдинок у футболці «Кераміка» в другій лізі — 5 серпня 1995 року (домашня перемога з рахунком 1:0) в рамках 1-го туру Групи «А» проти мукачівських «Карпат». Лукашенко в тому матчі вийшов у стартовому складі та відіграв увесь матч, а на 86-й хвилині став автором переможного для клубу з Баранівки голу. У складі «Кераміка» в чемпіонатах України відіграв 42 матчі та відзначився 13 голами, ще 4 поєдинки провів у кубку України.
1996 року приєднався до олександрійської «Поліграфтехніки», у якій виступав до завершення сезону 1996/97 років. Дебютував за олександрійців 4 жовтня 1996 року в нічийному (1:1) домашньому поєдинку 15-го туру першої ліги чемпіонату України проти алчевської «Сталі». Лукашенко вийшов у стартовому складі та відіграв увесь матч. В Олександрії став гравцем основного складу, зіграв 30 матчів, але по його завершенні залишив команду.
Сезон 1997/98 років розпочав у складі «Славутича-ЧАЕС» з міста Славутич. У складі клубу дебютував 21 серпня 1997 року в переможному (1:0) домашньому поєдинку 5-го туру групи В другої ліги чемпіонату України проти комсомольського «Металурга». Анатолій вийшов у стартовому складі та відіграв увесь матч.
Дебютним голом у футболці «Нерафи» відзначився 18 вересня 1997 року на 43-й хвилині переможного (3:0) виїзного поєдинку 10-го туру групи В другої ліги чемпіонату України проти новомосковського «Металурга». Лукашенко вийшов у стартовому складі та відіграв увесь матч. У складі клубу зі Славутича зіграв 24 матчі та відзначився 5 голами. У травні на правах оренди виступав у чернігівській «Десні», але на поле вийшов лише одного разу.
Сезон 1998/99 років провів у складі аматорського клубу «Троянда-Експрес» (Гірка Полонка) з Волинської області. У футболці команди зіграв 10 матчів та відзначився 1 голом. 
Сезон 1999/00 розпочав у футболці «Папірника» (Малин). Дебютував у складі команди з Малина 8 серпня 1999 року в переможному (2:0) виїзному поєдинку 2-го туру групи А другої ліги чемпіонату України проти ФК «Калуша». Анатолій вийшов на поле в стартовому складі, а на 88-й хвилині його замінив Олександр Пасенко.
Дебютним голом у футболці «Папірника» відзначився 28 серпня 1999 року на 37-й хвилині переможного (3:0) домашнього поєдинку 5-го туру групи А другої ліги чемпіонату України проти вінницької «Ниви». Анатолій вийшов на поле в стартовому складі, а на 88-й хвилині його замінив Борис Топольніцький. Протягом свого перебування в «Папірнику» в чемпіонаті України зіграв 11 матчів та відзначився 2-ма голами, ще 3 поєдинки провів у кубку України. У першій половині травня 1999 року перебував у короткостроковій оренді в житомирському «Поліссі», в складі якого зіграв 1 матч.
З 2000 року виступав в аматорському клубі ФК «Бердичів». У сезоні 2001 року в команді з однойменного міста відзначився 12 голами.